# Aeschynomene pfundii
Aeschynomene pfundii är en ärtväxtart som beskrevs av Paul Hermann Wilhelm Taubert. Aeschynomene pfundii ingår i släktet Aeschynomene och familjen ärtväxter. Inga underarter finns listade i Catalogue of Life.